# The Strange Affair of Uncle Harry
The Strange Affair of Uncle Harry is een Amerikaanse film noir uit 1945 onder regie van Robert Siodmak. Het scenario is gebaseerd op het toneelstuk Uncle Harry uit 1942 van de Amerikaanse auteur Thomas Job.

## Verhaal
Harry Quincy werkt als ontwerper in een fabriek in het stadje Corinth. Hij is ongetrouwd en woont samen met zijn zussen Lettie en Hester. Op een dag gaat de New Yorkse Deborah Brown  aan de slag als ontwerpster in de fabriek. Harry en zij worden weldra verliefd op elkaar. Als ze besluiten te trouwen, tracht Harry's zus Lettie hun plannen te dwarsbomen.

## Rolverdeling
| Acteur               | Personage              |
| -------------------- | ---------------------- |
| George Sanders       | Harry Melville Quincey |
| Geraldine Fitzgerald | Lettie Quincey         |
| Ella Raines          | Deborah Brown          |
| Sara Allgood         | Nona                   |
| Moyna MacGill        | Hester Quincy          |
| Samuel S. Hinds      | Dr. Adams              |
| Harry von Zell       | Ben                    |
| Judy Clark           | Helen                  |
| Coulter Irwin        | Biff Wagner            |
| Craig Reynolds       | John Wagner            |